# Bouillante
Bouillante – gmina w zachodniej części Gwadelupy (departament zamorski Francji), w okręgu Basse-Terre. Według danych szacunkowych na rok 2010 liczyło 7 206 mieszkańców.